# 蒂姆紹爾河
蒂姆紹爾河是俄羅斯的河流，由彼爾姆邊疆區負責管轄，屬於南克利特馬河的右支流，河道全長235公里，流域面積約2,650平方公里，河水主要來自融雪，每年十一月至翌年四月結冰。

## 外部連結
- Timsher in encyclopedia of Perm Krai

60°29′44″N 55°31′58″E / 60.49556°N 55.53278°E